# كيسي ميتشل (كرة سلة)
كيسي ميتشل (بالإنجليزية: Casey Mitchell)‏ مواليد 16 يناير 1988 في سافانا، هو لاعب كرة سلة أمريكي. بدأ مسيرته الاحترافية في سنة 2011. يبلغ طوله 6 قدم 4 بوصة (1.9 م). لعب مع نادي أوليمبيا لكرة السلة ونادي لوفين براونشفايغ لكرة السلة.

## روابط خارجية
- كيسي ميتشل على موقع كرة السلة الأوروبية.كوم (الإنجليزية)
- كيسي ميتشل على موقع كلية كرة السلة في سبورتس رفرنس.كوم (الإنجليزية)
- كيسي ميتشل على موقع ريلجم (الإنجليزية)
- كيسي ميتشل على موقع بروبوليرز (الإنجليزية)
- كيسي ميتشل على موقع سبورتس رفرنس (الإنجليزية)